# Rio Pacu (vattendrag i Brasilien, Pará)
Rio Pacu är ett vattendrag i Brasilien.   Det ligger i delstaten Pará, i den centrala delen av landet, 1 500 km nordväst om huvudstaden Brasília.
I omgivningarna runt Rio Pacu växer i huvudsak städsegrön lövskog. Trakten runt Rio Pacu är nära nog obefolkad, med mindre än två invånare per kvadratkilometer.